# Slamjet Stadium
Slamjet Stadium est un jeu vidéo de sport futuriste développé et édité par Alistair Aitcheson, sorti en 2013 sur iOS.

## Accueil
- Canard PC : 8/10[1]
- Gamezebo : 4/5[2]
- Pocket Gamer : 9/10[3]
- TouchArcade : 4/5[4]